# Liste des consuls de Frontignan
Liste des premiers consuls de Frontignan entre 1353 et 1789 :
| Année | Premier consul       | Année | Premier consul                          |
| ----- | -------------------- | ----- | --------------------------------------- |
| 1353  | Pierre Rodilhon      | 1685  | Pierre Tieyre                           |
| 1354  | Jean Dasulia         | 1686  | Gilibert de Griffy                      |
| 1357  | Laurens Paul         | 1687  | Dominique Pugue                         |
| 1358  | Pierre Tessel        | 1688  | François de Tremolet                    |
| 1364  | Guilhaume Baudoyn    | 1689  | Philippe Batut                          |
| 1365  | Raymond Pugue        | 1690  | Jacques de Gaillard                     |
| 1368  | Guilhaume Bezasse    | 1691  | Alexis Campanon                         |
| 1369  | Jacques Tadi         | 1692  | J Balthear Argelliers                   |
| 1504  | Hugues Saladin       | 1693  | Louis Campanon                          |
| 1505  | Guilhaume Borges     | 1694  | Jean Roux                               |
| 1506  | Jaume Reynard        | 1695  | Pierre Richard                          |
| 1507  | Raymond Bonamere     | 1696  | Jean Pegurier                           |
| 1509  | Lombard Marres       | 1697  | Antoine Sanguinede                      |
| 1512  | Jaume Mares          | 1698  | Etienne Gaillard                        |
| 1513  | Astorg Gailhard      | 1699  | Joseph Lanier                           |
| 1515  | Raulin Pascal        | 1700  | Pierre Pascal                           |
| 1516  | Antoine Bruguiere    | 1701  | Marc Poulhe                             |
| 1543  | Rolland Dartis       | 1702  | Jean Despoux                            |
| 1559  | Pierre Pascal        | 1703  | Jean Viguier                            |
| 1564  | Jehan Daran          | 1704  | Jean Viguier                            |
| 1565  | Maury Fazaudebert    | 1705  | Jean Gailhard                           |
| 1569  | Jean Daran           | 1706  | Jacques Maraval                         |
| 1571  | Jacques Gavaldan     | 1707  | Louis Paul                              |
| 1574  | Pierre Batut         | 1708  | Joseph Lombard                          |
| 1575  | Jehan Dairic         | 1709  | Jacques Despoux                         |
| 1577  | Jacques Gavaldan     | 1710  | Jacques Maraval                         |
| 1579  | Jean Delapierre      | 1711  | Jacques Lombard                         |
| 1589  | Simon Gaillard       | 1712  | Joseph Lombard                          |
| 1594  | Jehan Delapierre     | 1713  | Joseph Lombard                          |
| 1607  | Pierre Duranc Deyric | 1714  | Joseph Lombard                          |
| 1609  | Claude Bruguière     | 1715  | André Argelies                          |
| 1610  | Daniel Courrech      | 1716  | Jean François Pegurier                  |
| 1611  | Fulcrand Batut       | 1717  | Jean François Tremolet                  |
| 1612  | François Angles      | 1718  | Jean Jacques Argelies                   |
| 1613  | Jean Gailhard        | 1719  | Pierre Tremolet                         |
| 1614  | Pierre Pascal        | 1720  | Joseph Lombard                          |
| 1615  | Pierre Pascal        | 1721  | Louis Paul                              |
| 1616  | Jean Calmes          | 1722  | Jacques Maraval                         |
| 1617  | Jean Durand Deyric   | 1723  | Jean François Tremolet                  |
| 1618  | Jean Gavaldan        | 1724  | André Maraval                           |
| 1619  | Jean Gavaldan        | 1725  | André Maraval                           |
| 1620  | Pierre Moyfonne      | 1726  | Jean Ayguin                             |
| 1621  | Hugues Sicard        | 1727  | Jacques Maraval                         |
| 1622  | Arnaud Bloc          | 1728  | Jean Jacques Argellies                  |
| 1623  | Pierre Pascal        | 1729  | Joseph Lombard                          |
| 1624  | Jean Ayguin          | 1730  | Alexandre Pascal                        |
| 1625  | Antoine Pascal       | 1731  | Philippe Roux                           |
| 1626  | François Gailhard    | 1732  | Martin Argellies                        |
| 1627  | Pierre Pascal        | 1733  | André Maraval                           |
| 1628  | Jacques Gailhard     | 1734  | André Maraval                           |
| 1629  | Etienne Gailhard     | 1735  | André Maraval                           |
| 1630  | Simon Gailhard       | 1736  | André Maraval                           |
| 1631  | Fulcrand Bruguière   | 1737  | André Maraval                           |
| 1632  | Fulcrand Bruguière   | 1738  | Philippe Roux                           |
| 1633  | Pierre Pascal        | 1739  | Louis Lapierre                          |
| 1634  | Jean Durand Deyric   | 1740  | Jean Balthezard Argellies               |
| 1635  | François Gailhard    | 1741  | Pierre Tremolet                         |
| 1636  | Jacques Bloc         | 1742  | Pierre Tremolet                         |
| 1637  | Pierre Pascal        | 1743  | Pierre Tremolet                         |
| 1638  | Jean Reynard         | 1744  | Pierre Tremolet                         |
| 1639  | Pierre Maraval       | 1745  | Marc Chambon                            |
| 1640  | Pierre Moyffonne     | 1746  | Marc Chambon                            |
| 1641  | Jean Aiguin          | 1747  | Marc Chambon                            |
| 1642  | Fulcrand Bruguiere   | 1748  | Marc Chambon                            |
| 1643  | Jacques de Gailhard  | 1749  | Jean Poulhe                             |
| 1644  | Jacques Bloc         | 1750  | Jean Poulhe                             |
| 1645  | François Gailhard    | 1751  | Jean Poulhe                             |
| 1646  | Simon Gaillard       | 1752  | Jean Poulhe                             |
| 1647  | Etienne Gailhard     | 1753  | Jean Poulhe                             |
| 1648  | Jacques de Langles   | 1754  | Jean Poulhe                             |
| 1649  | Jean Delapierre      | 1755  | Jean Poulhe                             |
| 1650  | Pierre Maraval       | 1756  | Jean Poulhe                             |
| 1651  | Jacques Duranc       | 1757  | Jean Poulhe                             |
| 1652  | Antoine Bourut       | 1758  | Jean Poulhe                             |
| 1653  | Pierre Figuiere      | 1759  | Jean Poulhe                             |
| 1654  | Pierre Duranc        | 1760  | Jean Poulhe                             |
| 1655  | Jean Bourut          | 1761  | Jean Poulhe                             |
| 1656  | Guilhaume Bruguiere  | 1762  | Jean Poulhe                             |
| 1657  | Jacques de Langles   | 1763  | Jean Poulhe                             |
| 1658  | Antoine Bourut       | 1764  | Jean Poulhe                             |
| 1659  | Fulcrand Bruguiere   | 1765  | Pierre Agulhetin                        |
| 1660  | Jacques Maraval      | 1766  | Pierre Agulhetin                        |
| 1661  | Pierre Richard       | 1767  | Jacques Maraval                         |
| 1662  | Pierre Pascal        | 1768  | Etienne Aiguin                          |
| 1663  | Simon Pascal         | 1769  | Joseph Lapierre                         |
| 1664  | Jean Lavit           | 1770  | Barthélémy Reboul                       |
| 1665  | Pierre Bonfils       | 1770  | Pierre Richard                          |
| 1666  | Jacques Duranc       | 1771  | Luis honoré Remusat                     |
| 1666  | Pierre Pascal        | 1772  | Jacques Alexis Maraval, Louis Argellies |
| 1667  | André Michel         | 1773  | Louis Argellies                         |
| 1668  | Jacques Lanier       | 1774  | Jacques Maraval                         |
| 1669  | Jean de Tremolet     | 1775  | Jacques Maraval                         |
| 1670  | Guilhaume Bruguière  | 1776  | Jacques Maraval                         |
| 1671  | Simon Pascal         | 1777  | Jacques Maraval                         |
| 1672  | Etienne Pégurier     | 1778  | Jacques Maraval                         |
| 1673  | Pierre Duranc        | 1779  | Alexis Argellies de Layrolles           |
| 1674  | Philippe Batut       | 1780  | Alexis Argellies de Layrolles           |
| 1675  | Jacques Maraval      | 1781  | Alexis Argellies de Layrolles           |
| 1676  | Antoine Roux         | 1782  | Alexis Argellies de Layrolles           |
| 1677  | Jacques Lanier       | 1783  | Alexis Argellies de Layrolles           |
| 1678  | Etienne Gaillard     | 1784  | Alexis Argellies de Layrolles           |
| 1679  | Jean Pégurier        | 1785  | Alexis Argellies de Layrolles           |
| 1680  | Jean Lombard         | 1786  | Alexis Argellies de Layrolles           |
| 1681  | Raymond Michel       | 1787  | Alexis Argellies de Layrolles           |
| 1682  | Jacques de Langles   | 1788  | Alexis Argellies de Layrolles           |
| 1683  | Antoine Roux         | 1789  | Alexis Argellies de Layrolles           |
| 1684  | Simon Juin           | 1789  | François Bruguière                      |